# Bombara
Bombara är en ort i Burkina Faso.   Den ligger i regionen Sud-Ouest, i den sydvästra delen av landet, 260 km sydväst om huvudstaden Ouagadougou. Bombara ligger 294 meter över havet och antalet invånare är 920.
Terrängen runt Bombara är platt. Runt Bombara är det ganska glesbefolkat, med 25 invånare per kvadratkilometer.. Närmaste större samhälle är Mouviélo, 16,5 km öster om Bombara.
Omgivningarna runt Bombara är en mosaik av jordbruksmark och naturlig växtlighet.